# Kenneth S. Wherry
Kenneth S. Wherry (Liberty, 1892. február 28. – Washington, 1951. november 29.) az Amerikai Egyesült Államok szenátora (Nebraska, 1943–1951).